# 角田覚治
角田 覚治（かくた かくじ、1890年（明治23年）9月23日 - 1944年（昭和19年）8月2日）は、日本の海軍軍人。最終階級は海軍中将。テニアン島で戦死。

## 生涯
1890年（明治23年）9月23日、新潟県南蒲原郡槻田村字諏訪新田（現・三条市諏訪）で農家の父角田利八と母角田ソメの七人兄弟（兄1人妹2人弟3人）の二男に生まれる。1908年3月、旧制三条中学校（現：新潟県立三条高校）卒業。在学中に新潟港遠足に行った折見た海軍士官に憧れて受験し、1908年（明治41年）9月14日、海軍兵学校第39期生として入校した。入校時の席次は150人中102番。1911年（明治44年）7月18日、148人中45番の成績で卒業。少尉候補生、練習艦隊の巡洋艦「阿蘇」乗組、巡洋戦艦「伊吹」乗組。1912年（大正元年）12月1日、少尉任官、巡洋艦「千代田」乗組。
1913年（大正2年）、海軍砲術学校普通科学生。1914年、海軍水雷学校普通科学生。12月1日、中尉進級、第一艦隊所属戦艦「摂津」乗組。この頃起こっていた第一次世界大戦が初陣となるが、戦闘は経験せず、黄海方面の哨戒活動、通商保護などの任務にあたった。1915年11月7日「大正3・4年戦役の功に依り勲六等瑞宝章及金二百五十円」を授与される。
1916年（大正5年）12月、装甲巡洋艦「吾妻」乗組。1917年（大正6年）、在職中死去した駐日アメリカ合衆国大使ジョージ・W・ガスリーの遺体をアメリカ本国に移送する任務が「吾妻」に下り、6月25日サンフランシスコに入港する。1917年12月、大尉進級、海軍大学校乙種学生に進学。1918年（大正7年）4月15日、砲術学校高等科学生。12月、巡洋戦艦「霧島」分隊長。1919年11月、駆逐艦「柳」乗組み。1920年（大正9年）4月9日、旧会津藩の学問師範役の娘の婉子（えんこ）と結婚。婉子の兄が角田と同期でその紹介をきっかけとした、当時珍しい恋愛結婚であった。後に4人の娘が生まれ、うち三女は角田の戦死一年前に16歳で病死、四女は阿部孝壮の息子と戦後結婚している。
1920年（大正9年）、防護巡洋艦「須磨」砲術長。1921年12月巡洋艦「天龍」砲術長。佐世保鎮守府付。1923年（大正12年）3月1日、巡洋艦「夕張」艤装員。5月、巡洋艦「夕張」砲術長。1923年12月、少佐進級、海軍大学校甲種23期生に進学。1925年（大正14年）11月、卒業。12月、第一水雷戦隊参謀。1926年、巡洋艦「古鷹」砲術長。1927年（昭和2年）、第二艦隊参謀。1928年（昭和3年）、中佐進級。第一艦隊参謀兼連合艦隊参謀。1929年（昭和4年）、第一航空戦隊参謀。
1932年（昭和7年）1月、第一次上海事変勃発。12月1日、上海海軍特別陸戦隊参謀兼第三艦隊司令部附となり上海駐留。1933年（昭和8年）10月20日、横須賀鎮守府付。11月15日、大佐昇進。1934年（昭和9年）3月10日、軽巡洋艦「木曾」艦長。11月15日、重巡洋艦「古鷹」艦長。1935年（昭和10年）11月15日、練習艦隊の装甲巡洋艦「磐手」艦長。1936年（昭和11年）12月1日、江田島の海軍兵学校教頭兼監事長。1938年3月上旬、支那事変から帰還した源田実参謀が海軍兵学校へ呼ばれ、全校生徒の前で中国での航空戦の体験を飛行将兵として語ったが、角田は生徒に飛行機の協力は望ましいがこれに頼るわけにはいかないとくぎを刺した。この頃の角田は航空を二次的なものとして考えていた。源田実は「角田はネルソン的精神の尊敬すべき性格をもった闘将であり、山口多聞や大西瀧治郎に匹敵する人であった」と評価する一方、こういった人がもっと早く航空戦力の重要性に気付いて体制を整えてほしかったとも語っている。
1938年（昭和13年）11月15日、戦艦「山城」艦長兼戦艦「長門」艦長。12月15日、免兼職。1939年（昭和14年）、少将に昇進、佐世保鎮守府参謀長。1940年（昭和15年）11月15日、第三航空戦隊司令官任命。第三航空戦隊参謀淵田美津雄によれば「角田は砲術出身だったため砲術家通有の保守的で頑固なところはあったが、気性はさっぱりしていた。武将として最も優れた性格と思われるのはその攻撃精神が旺盛なところであった。見敵必戦のその闘志はかつてのコロネル沖海戦での英海軍のクラドック提督を思わせるものがあった。この猛将の性格は時には柔軟な作戦指導を要する航空作戦の性格上、何から何まで全て適役というわけではないけれども、ともすれば慎重に過ぎて、すぐ腰がくだける我が艦船部隊の多くの指揮官に比べて一異彩であった」という。

### 太平洋戦争

#### 第四航空戦隊司令官
1941年9月、第四航空戦隊司令官。隼鷹分隊長阿部善朗は「角田は典型的な武人であり、見敵必戦の猛将であると言われたが、砲術出身で航空運用について無知な点が多かった。我々は彼を鉄砲屋と称していた」と語っている。1941年12月、太平洋戦争開戦。角田は「開戦と決し連合艦隊長官の訓示を頂きて」と題する漢詩「毀誉褒貶不足論 功名栄達非吾事 生無死無任務有 粉骨砕身期完遂」を残している。
開戦時、第四航空戦隊はフィリピン南部攻略を行う第三艦隊南比支援隊に所属。角田は航空母艦「龍驤」でミンダナオ島ダバオ飛行場の空襲を指揮した。1942年（昭和17年）2月14日、南部スマトラ攻略のL作戦が発動されると、第四航空戦隊は第一南遣艦隊に編入される。南遣艦隊はカレル・ドールマンオランダ海軍少将率いる連合軍の混成艦隊と遭遇し、角田の命令で「龍驤」から攻撃隊が発進し、指揮官の小沢治三郎中将もそれを追認し、この爆撃で連合軍艦隊は逃走したが、小沢も主力部隊を撤退させてしまった。その後も角田は四次攻撃まで敢行し「大巡1隻大破、軽巡2隻大破」を報じた。その後の会議で角田は小沢治三郎中将に対し、主隊をもって敵艦隊を追撃しなかったことを詰問をした。
1942年3月スラバヤ沖海戦の追撃作戦に従事。ベンガル湾掃討作戦に従事。この作戦では空母の高角砲で敵貨物船や基地を砲撃する戦法を行った。1942年（昭和17年）6月、アリューシャン作戦に参加。空母「龍驤」の艦攻隊や空母「隼鷹」の艦爆隊でダッチハーバーを爆撃して陽動を行った。濃霧で航法が難しい海域での作戦にもかかわらず龍驤と隼鷹からなる第四航空戦隊はベテランに欠くため、作戦の攻撃力に欠くものの熟練搭乗員が多い巡洋艦搭載の九五式水偵4機を爆装で出撃させるなどの用兵を行った（ただしうち2機を喪失）。また、若い搭乗員を無為に失わないために不時着地などの指定も行った。しかし、不時着搭乗員の回収や機体の処分のための潜水艦等との連携がうまくいかず、ミッドウェー海戦での敗戦によって急遽転進を命じられたこともあり、不時着し転覆した龍驤所属の零戦を処分できずアメリカ側に鹵獲されることになった（アクタン・ゼロ）。

#### 第二航空戦隊司令官
1942年（昭和17年）7月、第二航空戦隊司令官着任。1942年10月、南太平洋海戦に参加。第三艦隊司令長官南雲忠一中将の旗艦「翔鶴」が損傷し、航空戦の指揮が角田に一時委譲され、乗艦「隼鷹」を最大戦速で突出させた。その様子を見ていた他艦の乗員によれば「槍を抱え敵陣に突っ込んで行く騎馬武将の様だった」という。この時に角田の意を受けて「隼鷹」飛行長は、飛行隊の行動範囲外である攻撃隊を発進させ、母艦は全速力で飛行隊を迎えに行くというアウトレンジ戦法の命令を発した。これによって通算6次までの攻撃を行い米空母「エンタープライズ」を撃退、「ホーネット」を大破させる。総員退鑑したホーネットを日本側は捕捉し鹵獲を試みるが、曳航不能のため駆逐艦の雷撃で沈めた。

#### 第一航空艦隊長官
1943年（昭和18年）7月、基地航空部隊として再編された第一航空艦隊司令長官に就任。大本営直轄の決戦部隊として温存策の下、日本本土で錬成が行われた。
将来の主戦力として期待され連合艦隊から戦力転用の具申もあったが錬成を続けていたが、途中でクェゼリン、ルオットの玉砕があり1944年2月15日に連合艦隊への編入が決められた。さらにトラック被空襲で予定外の第121航空隊、第532航空隊など実働の全力が投入されることになったが現地訓練には自信が持てず、設立趣旨の機動集中も261空と761空だけの実施でマリアナへの展開は時期尚早であった。一航艦では、南洋に点在する島々を基地とする為、部隊が身軽に移動できる事を重視し、士官も兵食を採用、携行する荷物も最小限とした。角田自身がこれを実践して、自分用の粗末な食器を含む荷物を自ら持参して移動した。幕僚たちの「司令長官ともあろうお方がいくらなんでも」との声にも、「ここは戦場である」と取り合わなかったという。
1944年2月、マリアナ諸島テニアン島に進出直後にマリアナ諸島空襲を受ける。角田は攻撃を企図するが、淵田美津雄参謀は戦闘機が不十分なこと、進出直後で攻撃に成算がないこと、消耗は避けるべきことから飛行機の避退を進言したが、角田は聞き入れず見敵必戦を通した。その結果、練度の高い実働93機中90機を失う壊滅的打撃を受けた。その後も角田は見敵必戦を通し、パラオ大空襲や渾作戦でのニューギニア方面への戦力抽出などで見るべき戦果を挙げないまま、あ号作戦（マリアナ沖海戦）で期待されていた戦力を壊滅させてしまった。1944年6月マリアナ沖海戦（あ号作戦）では本来は迎撃の主力となるはずであった第一航空艦隊の戦力は僅かであり、第一機動部隊を充分に支援できなかった。第2航空戦隊参謀奥宮正武は積極的性格の角田が機動部隊の指揮をとり、緻密肌の小沢治三郎が基地航空隊を指揮した方が、双方にとって適性だったと述べている。
マリアナの放棄が決定すると連合艦隊司令長官豊田副武大将は角田にダバオへの転進を命じる。そのため潜水艦による角田ら一航艦司令部と航空搭乗員を救出する任務が行われ、角田らは連夜部下とともに短艇に乗り潜水艦との会合地点に待機したが、潜水艦はすでに沈没しており7月19日に至っても成功しなかった。その後は一航艦の陸攻隊がトラック方面から夜間テニアン基地に着陸し、角田ら司令部要員と航空搭乗員任務を脱出させる任務を負ったが、実行前の7月23日に米軍がテニアン上陸を開始。24日、米軍上陸成功によるテニアンの戦いは日本の不利に進んだ。7月28日、角田を含む守備隊は「老人婦女子を爆薬にて処決せん」とする電文を軍令部に送る。軍令部の野村実によれば、軍と在留邦人幹部とが十分に協議したこと、老人婦女子は敵手に陥るよりは喜んで死を選ぶであろうことを確信することが述べられていたという。一方で、軍に協力して働いていた民間人に対し、角田が労いの言葉と敵がこの地に上陸するのは必至であることを説明した後、「皆さんは民間人ですから、私達軍人のように、玉砕しなければならないということはないのですよ」と言った、とする資料もある。実際、自決を含む民間人の被害は隣のサイパン島よりもはるかに少なかったとされ、戦後のマリアナ諸島の収容所もテニアン島に作られることになった。7月31日、「今ヨリ全軍ヲ率ヰ突撃セントス　機密書類の処置完了　之ニテ連絡ヲ止ム。」との決別の電文を発する。角田自身は自決せず、司令部壕から手榴弾を抱えて他の兵士と共に戦闘に参加、その後の消息は不明である。満53歳没。
角田の墓は東京都府中市の東郷寺に建立されたが、1992年（平成4年）に婉子が95歳で死去して十七回忌の2008年（平成20年）に婉子の遺言で撤収された為、現在角田の墓は存在しない。また故郷新潟県の角田家の屋敷は2006年7月13日の新潟・福島豪雨で失われている。
なお、角田覚治の苗字の読み方について、一般には「かくた」と紹介されているが、角田覚治の故郷・新潟県内に住む傍系親族は「かくだ」と称している。角田の菩提を供養したいと強く念願してきた傍系の遺族が後年願い出て、日蓮正宗総本山大石寺塔中の久成坊より「覚治院法勇居士」との戒名が授与された。

## 年譜
- 1890年（明治23年）9月23日 - 新潟県南蒲原郡において出生
- 1908年（明治41年）
  - 3月 - 旧制三条中学校（現新潟県立三条高校）卒業
  - 9月14日 - 海軍兵学校第39期生入学、席次は150人中102番
- 1911年（明治44年）7月18日 - 海軍兵学校第39期生卒業、席次は148人中45番、少尉候補生
- 1912年（大正元年）12月1日 - 少尉任官、巡洋艦「千代田」乗組
- 1913年（大正2年） - 海軍砲術学校普通科学生
- 1914年（大正3年）
  - 海軍水雷学校普通科学生
  - 12月1日 - 中尉進級、第一艦隊所属戦艦「摂津」乗組
- 1916年（大正5年）12月 - 装甲巡洋艦「吾妻」乗組
- 1917年（大正6年）12月 - 大尉進級、海軍大学校乙種学生
- 1918年（大正7年）
  - 4月15日 - 砲術学校高等科学生
  - 12月 - 巡洋戦艦「霧島」分隊長
- 1919年（大正8年）11月 - 駆逐艦「柳」乗組
- 1920年（大正9年） - 防護巡洋艦「須磨」砲術長
- 1921年（大正10年）12月 - 巡洋艦「天龍」砲術長
- 1923年（大正12年）
  - 3月1日 - 巡洋艦「夕張」艤装員
  - 5月 - 巡洋艦「夕張」砲術長
  - 12月 - 少佐進級、海軍大学校甲種23期生入学
- 1925年（大正14年）
  - 11月 - 海軍大学校甲種23期生卒業
  - 12月 - 第一水雷戦隊参謀
- 1926年 - 巡洋艦「古鷹」砲術長
- 1927年（昭和2年） - 第二艦隊参謀
- 1928年（昭和3年） - 中佐進級、第一艦隊参謀兼連合艦隊参謀
- 1929年（昭和4年） - 第一航空戦隊参謀
- 1932年（昭和7年）12月1日 - 上海海軍特別陸戦隊参謀兼第三艦隊司令部附
- 1933年（昭和8年）
  - 10月20日 - 横須賀鎮守府付
  - 11月15日 - 任 海軍大佐
- 1934年（昭和9年）
  - 3月 - 軽巡洋艦「木曾」艦長
  - 11月15日 - 重巡洋艦「古鷹」艦長
- 1935年（昭和10年）11月15日 - 装甲巡洋艦「磐手」艦長
- 1936年（昭和11年）12月1日 - 海軍兵学校教頭兼監事長
- 1938年（昭和13年）11月 - 戦艦「長門」、「山城」艦長
- 1939年（昭和14年）11月 - 任 海軍少将、佐世保鎮守府参謀長
- 1940年（昭和15年）11月 - 第3航空戦隊司令官
- 1941年（昭和16年）9月 - 第4航空戦隊司令官
- 1942年（昭和17年）
  - 7月 - 第2航空戦隊司令官
  - 11月 - 任 海軍中将
- 1943年（昭和18年）7月 - 第1航空艦隊司令長官
- 1944年（昭和19年）8月2日 - テニアン島にて消息不明。満53歳没。
- 2017年(平成29年)11月‐ 俗名を改め「覚治院法勇居士」となった。この戒名は傍系遺族の願い出により日蓮正宗総本山大石寺塔中の久成坊より授与された。仏式では行年55歳である。